# Yuanmou
Der Kreis Yuanmou (元谋县,  Yuánmóu Xiàn) gehört zum Autonomen Bezirk Chuxiong der Yi in der südwestchinesischen Provinz Yunnan. Yuanmou hat eine Fläche von 2.029 km² und 201.510 Einwohner (Stand: Zensus 2020).
In Yuanmou wurden die Fossilien des Yuanmou-Menschen entdeckt. Ferner stand der Ort Pate für einen hier entdeckten fossilen Verwandten der heute lebenden Orang-Utans aus der Gattung Lufengpithecus, genannt Lufengpithecus yuanmouensis. Außerdem ist Yuanmou für seine Dinosaurierfossilien bekannt – so ist der Sauropode Yuanmousaurus nach diesem Kreis benannt.

## Administrative Gliederung
Auf Gemeindeebene setzt sich Yuanmou aus drei Großgemeinden und sieben Gemeinden zusammen. Diese sind:
- Großgemeinde Yuanma (元马镇), 50.994 Einwohner (2000), Hauptort, Sitz der Kreisregierung;
- Großgemeinde Huangguayuan (黄瓜园镇), 37.064 Einwohner (2000);
- Großgemeinde Yangjie (羊街镇), 17.351 Einwohner (2000);
- Gemeinde Laocheng (老城乡), 30.245 Einwohner (2000);
- Gemeinde Wumao (物茂乡), 15.922 Einwohner (2000);
- Gemeinde Jiangbian (江边乡), 14.802 Einwohner (2000);
- Gemeinde Xinhua (新华乡), 7.616 Einwohner (2000);
- Gemeinde Pingtian (平田乡), 11.173 Einwohner (2000);
- Gemeinde Liangshan (凉山乡), 3.747 Einwohner (2000);
- Gemeinde Jiangyi (姜驿乡), 13.865 Einwohner (2000).

## Ethnische Gliederung der Bevölkerung Yuanmous (2000)
Beim Zensus im Jahr 2000 wurden in Yuanmou 202.779 Einwohner gezählt.
| Name des Volkes | Einwohner | Anteil  |
| --------------- | --------- | ------- |
| Han             | 132.839   | 65,51 % |
| Yi              | 49.179    | 24,25 % |
| Lisu            | 16.896    | 8,33 %  |
| Hui             | 1.549     | 0,76 %  |
| Miao            | 1.268     | 0,63 %  |
| Dai             | 463       | 0,23 %  |
| Sonstige        | 585       | 0,29 %  |